# Куялницки лиман
Куялницкият лиман (на украински: Куяльницький лиман; на руски: Куяльницкий лиман) е солено крайбрежно езеро в Одеска област в Украйна, северозападно от Одеския залив на Черно море, разположено на -5 m н.в.
Дължина 28 km, ширина до 3 km, дълбочина до 3 m, площ 56 – 60 km². Тясна 3-километрова коса го отделя от Одеския залив. В северната му част се влива река Голям Куялник. Температурата на водата през лятото се нагрява до 28 – 30 °C. В миналото солеността му е била постоянна около 80‰, а сега поради замърсяването и прекомерното използване на лечебната му кал надхвърля 300‰.
На южния му бряг, на косата, отделяща го от Черно море, са разположени няколко северни квартала на град Одеса.